# William H. Upham

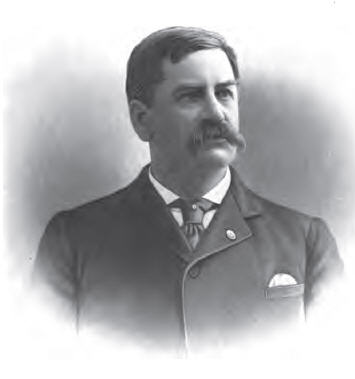
William H. Upham.

William Henry Upham, född 3 maj 1841 i Westminster, Massachusetts, död 2 juli 1924 i Marshfield, Wisconsin, var en amerikansk republikansk politiker. Han var guvernör i delstaten Wisconsin 1895–1897.
Upham deltog i amerikanska inbördeskriget i nordstatsarmén och sårades i första slaget vid Bull Run. Upham blev tillfångatagen men hemma i Wisconsin trodde man att han var död. Efter kriget utexaminerades han från United States Military Academy och tjänstgjorde i armén fram till 1869.
Upham var sedan verksam som affärsman inom timmerbranschen. Han besegrade ämbetsinnehavaren George Wilbur Peck i guvernörsvalet i Wisconsin 1894 och tjänstgjorde en mandatperiod som guvernör.